# Bietschtalbrug
De Bietschtalbrug is een dubbelsporige spoorbrug op de Lötschbergspoorlijn in het Zwitserse kanton Wallis. De klim leidt van Brig naar Goppenstein, de zuidelijke tunnelportaal van de oude Lötschberg-tunnel.

## plaats
De brug overspant het dal van de Bietschbach, die op dit punt in een kloof versmalt. De maximale hoogte van de brug over de vallei is 78 m. De brug bevindt zich in het gebied van de gemeente Raron in het Rhônedal, op het gebied waarvan ook het zuidelijke portaal van de nieuwe Lötschberg-basistunnel is. De zuidelijke oprit van de oude Lötschberg-lijn beslaat een lengte van 25 km een hoogteverschil van 540 m. Ongeveer in het midden van deze route ligt de Bietschtalbrücke. Aan beide zijden van de brug is een tunnel. Aan de dalzijde heeft de brug een smal looppad.

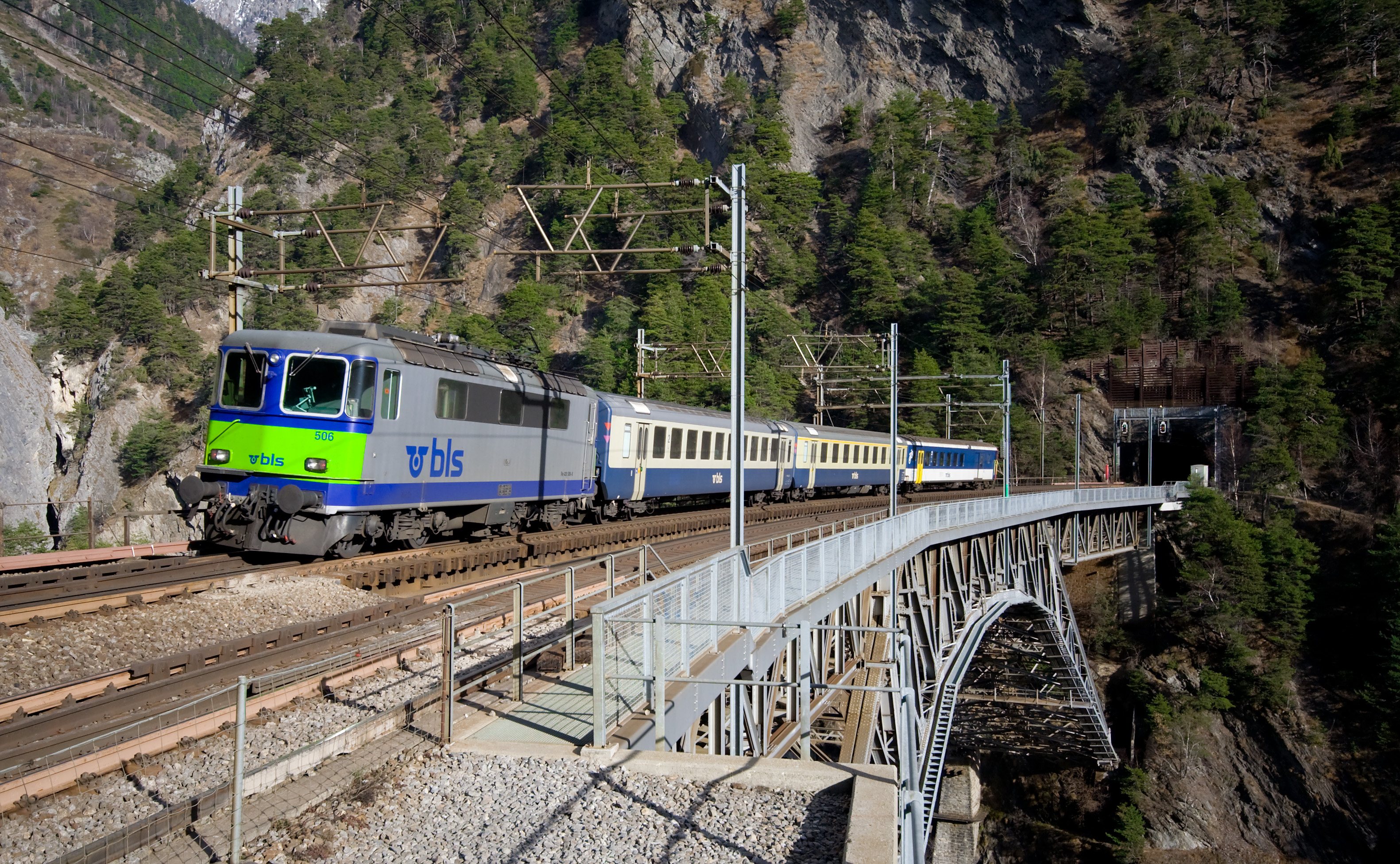
BLS Re 420.5 met pendeltrein op de Bietschtalbrug

De stalen brug heeft een lengte van 110m. De sporen vormen een boog met een straal van 300m. De verkanting is 10% en laat een maximale rijsnelheid van 80 km/u toe. De route neemt toe met 22,2 ‰ in over het ganse traject. De brug weegt ongeveer 1400 ton. De overspanning van de middelste boog is 95 m, met de twee verbindingsbruggen zijn er elk 35 meter lang. Destijds waren de stalen onderdelen verbonden met klinknagels in de brugconstructie en niet met gelast zoals nu. In totaal zijn 125.000 klinknagels gebruikt in de constructie.
De Bietschtalbrücke is gebouwd van 1910 tot 1913. De opdrachtgever was de Bern-Lötschberg-Simplon-spoorlijn, opgericht in 1906. De brug is gebouwd door het staalbouwbedrijf Albert Buss & Cie. uit Basel. Een bijzondere technische uitdaging was het beheersen van de krachten die betrokken zijn bij de vereiste gebogen spoorindeling. De Lötschberg-bergroute, inclusief de Bietschtal-brug, werd aanvankelijk als enkelspoor aangelegd. Er is al rekening gehouden met individuele maatregelen voor een latere dubbelspooruitbreiding. De Bietschtalbrug werd ook in gebruik genomen als een enkelsporige constructie, hoewel de centrale hoofdboog al was ontworpen voor latere uitbreiding tot een dubbelspoor. In de jaren 1979 tot en met 1985 werden uitgebreide maatregelen genomen om de spoorlijn te versterken en uit te breiden tot dubbelspoor. De twee enkelsporige voorbruggen, elk met 35 meter overspanning is volledig vernieuwd. Het spoor langs de vallei is ongeveer 44 cm verlaagd om het vrije profiel in de tunnels te vergroten. Klinknagels zijn vervangen door schroeven met een hogere sterkte. Ter versteviging werden nieuwe knoopplaatplaten en tal van andere stalen onderdelen geïnstalleerd. De brug kreeg ook nieuwe corrosiebescherming. De maatregelen verhoogden het gewicht van de brug vanaf de oorspronkelijke 1000 ton tot 1400 ton.

## Schaalmodel
De brug is populair bij vele miniatuurtreinliefhebbers omdat de fabrikant van accessoires voor modelspoorbanen Faller een schaalmodel van deze brug in het gamma heeft, maar deze is wel gemaakt voor rechte sporen, in tegenstelling tot de flauwe boog van het origineel.